# Whitton (Northumberland)
Whitton – osada w Anglii, w hrabstwie Northumberland. W 1951 osada liczyła 79 mieszkańców.